# Nicolas-Claude Fabri de Peiresc
Nicolas-Claude Fabri de Peiresc, francoski astronom in humanist, * 1. december 1580, Belgentier, Var, Francija, † 24. junij 1637, Aix-en-Prevence.

## Življenje in delo
De Peiresc je izhajal iz bogate provansalske družine. Šolal se je v Aix-en-Prevencu, Avignonu in na jezuitskem kolegiju v Tournonu. V Toulonu se je začel zanimati za astronomijo. Leta 1599 je odšel na daljše potovanje po Italiji, Švici in Franciji in leta 1604 v Montpellieru dokončal študij. Po diplomi se je vrnil v Aix in sprejel stričevo službeno mesto v vladi Provanse, ki ji je predsedoval du Vair (1556–1621). Skupaj z du Vairom je v letih 1605−6 in 1607–15 potoval v Pariz.
Leta 1610 je njegov pokrovitelj du Vair kupil daljnogled, le dve leti po odkritju tega optičnega inštrumenta. De Peresc in Gaultier sta z njim začela opazovati nebo. Opazovala sta tudi Jupitrove lune (Galilejeve satelite).
Tega leta je de Peiresc odkril Orionovo meglico. Gaultier je bil drugi človek, ki jo je videl skozi daljnogled. Leto kasneje 1611 jo je neodvisno od njiju odkril Cysat. De Peirescovo odkritje je utonilo v pozabo do leta 1916, ko je Bigourdan na novo pokazal na njegovo odkritje.
V letih od 1615 do 1622 sta de Peiresc in du Vair spet potovala v Pariz. Kasneje se je de Peiresc vrnil v Provanso in bil senator vladarjevega dvora. Postal je pokrovitelj znanosti in umetnosti, raziskoval fosile. Med letoma 1634 in 1637 je bil pri njem Gassendi.

## Priznanja

### Poimenovanja
Leta 1935 so njemu v čast imenovali krater na Luni Peiresc (Peirescius). Njegovi Lunini koordinati sta 46,5° južno; 67,6° vzhodno in premer 61 km.